# Herbert Link
Herbert Link (* 29. Juli 1944 in Wien; † 6. Juni 2018) war ein österreichischer Filmemacher und Medienpädagoge.

## Leben
Herbert Link verbrachte seine Kindheit im 15. Wiener Gemeindebezirk, wo er schon im Alter von 15 Jahren erste Filme drehte. Mit 18 Jahren stieg er als Kameramann ins Filmgeschäft ein. Ab 1962 war er als Kameraassistent bei einer Werbe- und Trickfilmproduktion tätig, bald übernahm er die Konzeption und Gestaltung von Sachtrickfilmen.
Ab 1967 war Link vorwiegend freiberuflich als Kameramann, Filmeditor und Filmgestalter in den Bereichen Dokumentar- und Industriefilm sowie Werbung tätig. Zwischen 1969 und 1986 wirkte er an rund 150 Unterrichts- und Schulfernsehfilmen sowie Werbeproduktionen mit. Zu dieser Zeit engagierte er sich verstärkt in Richtung frei produzierter Filmprojekte und Medienpädagogik. Ab 1985 war er als Autor und Regisseur tätig, seit 1989 realisierte er vorwiegend eigene Dokumentarfilmkonzepte.
Neben der filmischen Tätigkeit war Herbert Link von 1989 bis 2006 Lehrbeauftragter an der Akademie der bildenden Künste Wien. Er setzte zahlreiche schulpraxisnahe Film- und Videoprojekte mit Studenten des Institutes für das künstlerische Lehramt um und leitete Medienworkshops und Lehrerfortbildungsseminare. Link betreute auch eine ganze Reihe von Medienprojekte an Schulen. Auch aus diesen Schüler-Profi-Projekten entstanden zahlreiche Dokumentarfilme.
Herbert Link war von 1963 bis zu seinem Tod mit seiner Frau Inge  verheiratet. 1964 wurde die Tochter Sybille geboren.
Er wurde am Ottakringer Friedhof bestattet.

## Werk
Herbert Links Filme sind geprägt von einer sehr behutsamen und respektvollen Herangehensweise an größtenteils sehr schwierige Themen. Link gelang es eine sehr persönliche Atmosphäre zu schaffen und den Erfahrungen, Erlebnissen und Gedanken seiner Interviewpartner im Film Raum und Anerkennung zu geben. Unterstützt wurde er dabei in vielen Projekten von seiner Frau Inge Link, die im Schnitt und in der musikalischen Gestaltung die Atmosphäre der Filme noch unterstreicht.
Aufgrund persönlicher Erfahrungen beschäftigte sich Herbert Link in seinem Werk sehr intensiv mit dem Thema Tod, Trauer, Hospizarbeit und Pflege. Das Thema Tod war auch einer der Verbindungspunkte mit dem Maler Herwig Zens, über den Link zahlreiche Filme gestaltet hat. Zwischen 1982 und 2012 sind 21 Filme von, über und mit Herwig Zens entstanden.
Herbert Link war ein passionierter Sammler, der sich des Wertes von scheinbar alltäglichen Dingen bewusst war. In diesem Sinne dokumentierte er seit 1962 Jahr für Jahr das Weihnachtsfest seiner Familie und überließ die Videos der Österreichischen Mediathek. Über die Jahre ist damit ein beeindruckendes kulturgeschichtliches Zeugnis entstanden.

## Filmographie (Auswahl)

### Filme zum Thema "Mit Grenzen leben"
- Plötzlich und unerwartet (1989, 45 Minuten)
- Die gewisse Zeit (1993, 45 Minuten)
- Das wirkliche Leben (1995, 45 Minuten)
- Michaela – ein Leben mit und ohne Drogen. Ein Schüler-Profi-Projekt (1995, 11 Minuten)
- Ich hätte noch so viel zu sagen (1996, 24 Minuten)
- Zwischen Macht und Ohnmacht (1997, 45 Minuten)
- Die andere Seite (2000, 22 Minuten)
- Eris quod sum (2001, 15 Minuten)
- Totentanz (2001, 12 Minuten)
- Der Traum vom Schmetterling (2005, 60 Minuten)
- Die fallenden Blätter geben dem Wind die Gestalt – 20 Jahre Mobiles Caritas Hospiz (2008, 40 Minuten)
- … ein ganz langsamer Walzer (2009, 30 Minuten)
- Letzte Bilder mit Hildegard (2009, 6 Minuten)
- Mehr als ich kann – Ein Film über die Pflege im Verborgenen (2011, 45 Minuten + Zusatzfilm Was es noch dazu zu sagen gibt, 13 Minuten)
- So weit ich kann – Pflegende Angehörige und ihr Weg (2014, 50 Minuten) Nachfolgefilm von "Mehr als ich kann"
- Filmreihe "Mit Grenzen leben" 12 Filme – 12 Begegnungen – 12 Fragestellungen (2016, 150 Minuten)

### Filme über Bildende Kunst, Musik und Medien
- Kunst können – Bildhauerei – Franz Xaver Ölzant (1993, 17 Minuten)
- Kunst können – Medienkünstler Graf&Zyx (1993, 18 Minuten)
- Kunst können – Grafik – Gunter Damisch (1996, 17 Minuten)
- Schiele, bitte setzen (1999, 45 Minuten)
- Der mit dem Tod tanzt. Herwig Zens malt für die Marienkirche in Lübeck einen Totentanz (2003, 30 Minuten)
- Gesang der Geister über den Wassern – Herwig Zens – Arnold Schoenberg Chor (2004, 12 Minuten)
- Haimatochare (2007, 17 Minuten)
- Der Tod auf Urlaub (2007, 15 Minuten)
- Zens – Das radierte Tagebuch (2007, 25 Minuten)
- Die Reihe von Sternstunden. Erwin Ortner und sein vokales Kraftwerk (2007, 23 Minuten)
- Zens rafft die Zeit (2009, 12 Minuten)
- König Ubu und sein Gefolge (2010, 21 Minuten)
- Zens – Der Versuch. Ein Film zum 70. Geburtstag von Herwig Zens (2013, 50 Minuten)

### Filme zum Dialog zwischen den Generationen
- Erzählcafé (1998, 12 Minuten)
- Herrn Aldos Harmonika. Ein Schüler-Profi-Projekt (1999, 11 Minuten)
- Was glauben Sie? Ein Schüler-Profi-Projekt (1999, 9 Minuten)
- Ich bin einfach da – und fertig. Begegnung mit dem Jugendseelsorger P. Friedrich Debray (2002, 17 Minuten)
- Das Theater auf der Mauer. Herr Podingbauer erinnert sich. Ein Schüler-Profi-Projekt (2003, 12 Minuten)
- In der Mitte liegt das Glück. Die Menschen vom neunerHaus. Ein Schüler-Profi-Projekt (2006, 28 Minuten)
- Apropos Valerie. Porträt einer Neugierigen (2007, 25 Minuten)
- Endlich. Wie haben Kinder, Jugendliche und Erwachsene die Nachkriegszeit erlebt? (2005, 55 Minuten)
- Endlich darüber reden – eine Kriegsgeneration beginnt zu erzählen. (2007, 53 Minuten)
- Endlich 1968 (2008, 55 Minuten)
- Aya, Kais & Helena. Ein Schüler-Profi-Projekt (2009, 27 Minuten)
- Die Kunst des Erinnerns (2011, 25 Minuten)

### Letzter Film 2017
- Die Nacht ist heiter und ist rein – 23 Menschen erzählen von Sternstunden und kostbaren Lebenserfahrungen

## Publikationen
- Leben mit Grenzen. Texte aus und zu den Filmen von Herbert Link. Mit Martin Jäggle, Oliver Bentz, Herwig Zens auch mit Illustrationen, Hildegard Teuschl, Nikolaus Gerdes, Michaela Wilhelmer, Walfried Hauser, Manfred Dvorak, Susanne Krucsay, Ludmilla Link, Leopold Link. Wagner Verlag, Linz Wien 2012, ISBN 978-3-902330-68-0.

## Auszeichnungen
- 1993 Fernsehpreis der österr. Volksbildung für Die gewisse Zeit
- 1998 Staatspreis für Journalismus im Interesse der Familien für Erzählcafé
- 2011 Pflege- und Betreuungspreis der Volkshilfe Österreich: Ehrenpreis für Mehr als ich kann
- 2011 Gesundheitspreis der Stadt Wien: Anerkennung im Bereich Medien/Öffentlichkeitsarbeit für Mehr als ich kann
- 2013 Journalistenpreis des Hilfswerks Österreich: Auszeichnung in der Kategorie TV für Mehr als ich kann
- 2013 Heinrich-Treichl-Preis (19. Humanitätspreis des Roten Kreuzes)
- 2014 Pflege- und Betreuungspreis der Volkshilfe: Anerkennungspreis für besonderes Engagement in der Pflege und Betreuung